# Б-93
«Б-93» (дат. Boldklubben af 1893) — датский футбольный клуб, играющий на стадионе Østerbro в Копенгагене. Девятикратный чемпион Дании, обладатель кубка Дании 1982 года.
Команда выступает сейчас во Серии Дании, третей по значимости датской лиге.
На 100-летнем юбилее в 1993 году команду поздравлял мэр города Копенгаген, и в честь такого юбилея был открыт памятник[уточнить].

## Достижения
- Чемпион Дании (9):
  - 1916, 1927, 1929, 1930, 1934, 1935, 1939, 1942, 1946;
- Обладатель Кубка Дании: 1982;
- Чемпион Футбольной Ассоциации Копенгагена: 1901, 1905, 1908, 1909, 1915, 1927, 1928, 1930, 1932, 1934;
- 35 сезонов в Суперлиге Дании;
- 28 сезонов в 1 дивизионе Дании;
- 11 сезонов во 2 дивизионе Дании;
- Сыграл больше всего матчей: Оле Петерсен, 409 игр, 1973—1988;
- Лучший бомбардир: Энтони Олсен, 268 голов, 1906—1929.

## Известные игроки
- Никлас Бендтнер
- Даниэль Йенсен
- Никлас Йенсен
- Свен Йенсен
- Пер Крёльдруп
- Томас Кристиансен
- Андерс Нюгор
- Деннис Роммедаль
- Патрик Мтилига
- Том Сённергор
- Кристиан Стокхольм
- Микаэль Якобсен
- Харальд Хансен
- Эмиль Йоргенсен